# Ladislav Jan Živný
Ladislav Jan Živný (3. ledna 1872, Újezd u Přelouče  – 17. března 1949, Praha) byl český bibliograf a pedagog považovaný za jednoho ze zakladatelů moderního českého knihovnictví.

## Životopis
Ladislav Jan Živný se narodil do rodiny učitele, měl kladný vztah nejen ke knihám, ale celkově ke vzdělání, historii a výtvarnému umění. Po vzoru svého otce se rozhodl stát učitelem a po ukončení studia na gymnáziu v Novém Hradci Králové absolvoval v roce 1891 speciální roční kurz pro učitele. Po jeho ukončení vystřídal několik učitelských míst a díky tomu se v témže roce seznámil se svou budoucí manželkou, Emilií Burianovou. V roce 1899 složil v Hradci Králové učitelskou zkoušku z deskriptivy pro měšťanské školy a poté se stal učitelem na měšťanské dívčí (později chlapecké) škole v Novém Bydžově. Zapsal se i ke studiu na univerzitě, kde ale dostudoval až v roce 1919, když pobýval v Praze.
Pobyt v Novém Bydžově Ladislava Jana Živného ovlivnil v jeho dalším působení. Díky učitelskému působení na měšťanské škole se seznámil s pedagogem Josefem Černým a začal se intenzivněji zajímat o pedagogickou vědu a více publikovat v odborných časopisech, jako byla Česká škola, Český učitel, Bydžovské a Pokrokové listy, Osvěta lidu či Pedagogické listy.
Dalším významným mezníkem byla návštěva Anglie v roce 1902. Zaujaly ho anglické knihovny, které se soustředily především na čtenáře a nikoliv pouze na dokonalé zpracování fondu, jak to bylo běžné u prusky orientovaného českého knihovnictví. Po návratu se začal snažit o to, aby tyto principy začaly fungovat i v Česku. Do Anglie se za svého života vrátil celkem ještě pětkrát, ovšem cestoval a sbíral poznatky i jinde po světě, například v Belgii, Holandsku, Francii, Švýcarsku a Německu. Tyto cesty ho ovlivnily natolik, že se rozhodl opustit dráhu učitele a věnovat se bibliografii.

## Ladislav Jan Živný a jeho dílo
Působení Ladislava Jana Živného v oblasti bibliografie bylo úzce spjato právě s jeho působením jako pedagoga. To se pak později projevilo v obecném lidovém vzdělávání a i v jeho pojetí knihovnictví. Podle něj by veřejná knihovna měla být „škola pro dospělé“. Snažil se vytvořit soustavy knihoven a o začlenění do vzdělávací činnosti.
Snaha o vzdělání se u něj projevuje i tím, že v říjnu 1904 zakládá časopis Česká osvěta. Tento časopis se věnoval především diskuzím, zprávám z knihovnictví a pedagogiky. Také bychom zde nalezli doporučené seznamy literatury pro veřejné knihovny. Tento časopis vycházel do roku 1948. Do roku 1922 by se dal tento časopis považovat za převážně knihovnický. Ladislav Jan Živný v tomto časopise působil pouze 5 let, poté byl ještě v roce 1919 spoluredaktor.
Během pobytu v Novém Bydžově ale dokázal prosadit různé knihovnické aktivity. V roce 1904 založil veřejnou čítárnu, vedl korespondenci s významnými anglickými a americkými knihovníky (například Melvil Dewey). Zasazoval se o vytvoření knihovnického zákonodárství v českých zemích, chtěl vzdělávání pro knihovníky podle vzoru USA, Anglie a dalších zemí. Zasloužil se také o propagaci desetinného třídění, kde mimo jiné vytvořil vlastní variantu, která vycházela z klasifikace věd.
Bibliografie v českých zemí na přelomu 19. a 20. století spadaly pod rakousko-uherské státní instituce, které neměly zájem na zajištění bibliografie české knižní produkce. Proto se toho ujali nadšení laici, jejichž práce ovšem byla nejednotná. Jediný kolektiv, který se zapojil, byl spolek českoslovanských knihkupeckých účetních. České knihovny měly nárok jen na tiskoviny ze své země a knihovna Národního muzea, která plnila funkci národní knihovny měla špatné vedení a téměř žádné finanční prostředky.
Jako první vystoupil Z. V. Tobolka v roce 1906 s návrhem jak organizovat bibliografickou práci. I jeho návrhy nebyly uskutečněny. Pokusil se o pravidelné vydávání národní bibliografie, ale ta vycházela je v letech 1903-1912 a jmenovala se Český bibliografický katalog. Katalog byl však určen převážně knihkupcům a pro bibliografii byl nevyhovující, přesto však měl vliv na pozdější vývoj národní bibliografie.
Ladislav Jan Živný prosazoval spíše anglosaský přístup k bibliografii jako k informační a aktivní službě pro širokou veřejnost. Napsal o tomto přístupu článek O potřebě českého ústavu bibliografického. Díky tomu se začal touto myšlenkou zabývat i knihovní svaz Svazu osvětového.
Dne 6. ledna 1917 měl přednášku o bibliografii ve Svazu osvětovém v Praze. Díky tomu 1. listopadu 1917 zahájil činnost český bibliografický ústav (původní název Bibliografická kancelář) při Osvětovém svazu v Praze. Živný byl zvolen do čela, protože již měl zkušenosti v oboru bibliografie. Za svého působení zpracoval návrh na program bibliografie v brožuře Český bibliografický ústav. Chtěl zpracovat veškeré publikace, vydávané v českém a slovenském jazyce, doma i v zahraničí.
V roce 1918 Živný zorganizoval první knihovnické kurzy u nás. Jejich obsah byl následně rozšířen a vyústil ve vznik Státní knihovnické školy, kterou vedl Z. V. Tobolka. Ladislav Jan Živný si také uvědomoval bohatství skryté v článcích časopisů. Zahájil tedy proto spolupráci na článkové bibliografii spolu s Janem Emlerem v pražské univerzitní knihovně. Výsledek jejich práce ale nebyl z finančních důvodů zveřejněn. Nakonec od roku 1928 začal vydávat edici Knihovna časopisu československých knihovníků Bibliografii československé knihovědy. K němu
byl potom připojen personální a předmětový rejstřík. Od roku 1935 sestavuje sám a vydává až do roku 1942, kdy bylo vydávání přerušeno válkou.
Výchozí podmínkou bylo vytvoření jednotných pravidel popisu. Ladislav Jan Živný vycházel z anglo-amerických Cataloguingrules, na kterých dále pracoval. Podle měj měl být bibliografický záznam podrobnější a měl by obsahovat všechny údaje z titulního listu.
Díky špatné finanční situaci musel převést v roce 1919 ústav do státní správy. Tím začalo vznikat napětí mezi ním a představiteli vědeckého knihovnictví. Vadilo mu přejmenování ústavu na Československý ústav bibliografický při veřejné a univerzitní knihovně. Dále státem schválené stanovy Českého ústavu bibliografického se mu nelíbily, protestoval především proti zákazu používání MDT, proti metodě a zpracování a popisu, která měla být stejná jako katalogizační popis univerzitní knihovny. Tady mu bylo vyhověno a
záznamy se tak nadále zpracovávaly jeho metodou. V roce 1925 ústav byl zrušen jako samostatná organizace.
Neustále udržoval vazby s Amerikou a knihovnou kongresu. Od nich dostával lístky slovanských literatur, kterých obdržel něco přes milion. Také měnil zahraniční knihovnická periodika za svůj časopis Kniha a doplňoval fondy českých děl imigrantů.
V roce 1922 začal bibliografický ústav vydávat bibliografický katalog – československá registrující bibliografie. Zpočátku se řídil pravidly Ladislava Jana Živného, ale pak už ne, zrušilo se systematické spořádání a zvolilo se abecední a začala se používat pravidla J. Boreckého (pruská katalogizační instrukce)
Díky vydávání bibliografického katalogu si vyzkoušel své názory v praxi. Ovšem jeho způsob uvádění v záznamu doslovný přepis údajů z titulního listu komplikoval orientaci v záznamu.
Shrnutí přínosu Ladislava Jana Živného v bibliografii by se dalo označit jako koncepční a organizační. Vypracoval program pro bibliografii, přikládal bibliografii význam jako pružné službě pro širokou veřejnost, vydával pravidelně bibliografie, prosazoval systematické pořádání. Dále zdůraznil celkový význam bibliografie, význam zpravodajsko-informačních služeb a přikládal význam také mezinárodní spolupráci.
Při zrušení Bibliografického ústavu v roce 1925 přešel L. J. Živný jako jeho ředitel do Národní a univerzitní knihovny. V ní působil dalších deset let, během nichž se neúnavně věnoval knihovnické práci. V roce 1935 odchází na odpočinek a 17. března 1949 zemřel.

## Publikace
- Český bibliografický ústav: nástin jeho organisace a úkolů budoucích. Praha: Čes. bibliografický ústav, 1918. 16 s.